# Drôle d'épreuve pour Nestor Burma
Drôle d'épreuve pour Nestor Burma est un roman policier français de Léo Malet, paru en 1968 aux éditions Fleuve noir. Il s’agit d'un roman de la série ayant pour héros le détective Nestor Burma.

## Résumé
En 1966, à peine installé dans son bureau nouvellement décoré, Nestor Burma est chargé par Victor Coulon, directeur d'une entreprise de transports, de retrouver Simone, sa fille de 19 ans, probablement partie à Cannes dans l'espoir de devenir une star du cinéma. Nestor Burma s'y rend sans succès. 
À son retour à Paris, un matin,  alors qu'encore tout endormi il vient par mégarde de prendre sa douche en oubliant d'enlever son pyjama, Burma reçoit le coup de téléphone de Simone Coulon qui lui demande de venir la rejoindre au plus vite au 10bis, rue des Mariniers. Il se rend à l'adresse indiquée, dans le 14e arrondissement de Paris, et découvre le cadavre de l'opérateur de cinéma Émile Prunier et, à ses côtés, la jeune Simone, presque nue, droguée et un revolver à la main. Il avertit le père qu'il lui ramène sa fille et qu'elle a besoin d'un médecin. Coulon fait appel au docteur Clarimont, un psychiatre, qui a déjà soigné la mère de Simone. Très satisfait du travail du détective, Coulon lui propose alors de retrouver la collection de jades du docteur qui lui a été récemment dérobée. 
Le surlendemain, alors qu'il a déjà entrepris des démarches pour retrouver les bijoux, Burma se voit confier une nouvelle enquête : retrouver le photographe qui tente de faire chanter un certain Étienne Raphanel. Or, ce dernier client semble lui avoir donné une fausse adresse, rue de Coulmiers. C'est ainsi que Burma tente tant bien que mal de mener de front plusieurs enquêtes quand il s'aperçoit, grâce à l'aide de « Suzy Larcher, une femme peintre aux cheveux bleus » avec laquelle il passe la nuit, que toutes sont reliées à une seule et même affaire de vol et de chantage.

## Histoire du texte
Initialement intitulé Gare à Garrou, du nom d'un autre personnage de détective que Malet aurait voulu mettre en scène parallèlement à Nestor Burma, ce roman fut refusé et donc remanié pour aboutir à celui-ci.

## Éditions
- Fleuve noir, coll. « Spécial Police » no 657, 1968
- Fleuve noir, coll. « Spécial Police » no 1597, 1980
- Éditions Robert Laffont, coll. « Bouquins », 1986 ; réédition en 2006
- 10-18, coll. « Grands détectives » no 2057, 1989
- Presses de la Cité, coll. « Les Aventures de Nestor Burma » no 10, 1991

## Adaptation à la télévision
- 1997 : Drôle d'épreuve pour Nestor Burma, épisode 3, saison 5, de la série télévisée française Nestor Burma réalisé par Joël Séria, adaptation du roman éponyme de Léo Malet, avec Guy Marchand dans le rôle de Nestor Burma.

## Sources
- Jacques Baudou (dir.), Les Nombreuses Vies de Nestor Burma, Nantes, Les Moutons électriques, coll. « La Bibliothèque rouge no 18 », 2010, 333 p. (ISBN 978-2-36183-003-8, OCLC 670472170), p. 149-151.
- Francis Lacassin, Sous le masque de Léo Malet, Nestor Burma, Amiens, Encrage, coll. « Portraits » (no 4), 1991 (ISBN 978-2-906-38932-8, OCLC 406670086), p. 106-108.
- Jean Tulard, Dictionnaire du roman policier : 1841-2005. Auteurs, personnages, œuvres, thèmes, collections, éditeurs, Paris, Fayard, 2005, 768 p. (ISBN 978-2-915793-51-2, OCLC 62533410), p. 233.